# Luật bầu cử
Luật bầu cử (tiếng Anh: election law) là một nhánh của luật công liên quan đến các quy trình dân chủ, bầu cử người đại diện và giữ chức vụ, và trưng cầu dân ý, thông qua quy định về hệ thống đầu phiếu, quyền bầu cử, tiếp cận lá phiếu, cơ quan quản lý bầu cử, chiến dịch bầu cử, việc phân chia các lãnh thổ thành các khu vực bầu cử, thủ tục đăng ký cử tri và ứng cử viên, tài chính và tuyên truyền, bỏ phiếu, kiểm phiếu, giám sát, tranh chấp bầu cử, giám sát bầu cử và tất cả các vấn đề gây tranh cãi bắt nguồn từ chúng. Đây là một ngành học nằm ở điểm giao thoa của luật hiến pháp và chính trị học, và liên quan đến "chính trị của pháp luật và luật của chính trị".

## Lịch sử và lĩnh vực
Sau cuộc bầu cử tổng thống Hoa Kỳ năm 2000 đầy tranh cãi giữa George W. Bush và Al Gore, luật bầu cử đã ngày càng quan trọng hơn ở Hoa Kỳ. Theo tạp chí The National Law Journal, luật bầu cử "đã phát triển từ một thị trường ngách thành một cuộc bỏ phiếu trị giá hàng triệu đô la." Giáo sư luật bầu cử Richard Hasen của UCLA đã chỉ ra rằng tại Hoa Kỳ, tỷ lệ kiện tụng đã tăng vọt trong hai thập kỷ và đạt mức cao kỷ lục trong cuộc bầu cử năm 2020.
Kể từ đầu những năm 2000, luật bầu cử đã được giảng dạy tại hầu hết các trường luật trên khắp Hoa Kỳ. Các chuyên gia và học giả về luật bầu cử Hoa Kỳ được kết nối với nhau trong mạng lưới học thuật do Daniel H. Lowenstein (giáo sư tại Trường Luật UCLA) và Richard L. Hasen thành lập. Lowenstein được coi là "người tiên phong" và là người "phát minh" ra luật bầu cử. Vào những năm 2000, Lowenstein và Hasen đã biên tập Election Law Journal (Tạp chí Luật bầu cử) và danh sách thư về luật bầu cử. Kể từ năm 2022, Hasen quản lý Election Law Blog (Blog Luật bầu cử) và danh sách gửi thư. Election Law Blog là một ấn phẩm học thuật dành cho luật bầu cử, hiện do David Canon thuộc Đại học Wisconsin–Madison biên tập. Hầu hết các bài viết của nó liên quan đến luật bầu cử ở Hoa Kỳ.
Theo Routledge Handbook of Election Law (Sổ tay Luật bầu cử Routledge), luật bầu cử là một lĩnh vực đang phát triển trên toàn cầu. Cử tri khắp thế giới đang ngày càng có ảnh hưởng lớn hơn với kết quả bầu cử. Áo, Thụy Sĩ, Slovenia, Iceland, Kenya và Malawi là một số quốc gia mà tòa án của họ gần đây đã vô hiệu hóa kết quả các cuộc bầu cử quốc gia hoặc trưng cầu dân ý. Theo những người biên tập cuốn sổ tay, tranh chấp bầu cử là tốt cho nền dân chủ. Họ có thể "xóa bỏ những nghi ngờ của cử tri, khắc phục các sai phạm, tăng cường lòng tin và, khi cần thiết, vô hiệu hóa các cuộc bầu cử có sai sót và bảo vệ tính toàn vẹn của quy trình bầu cử. Việc cho tất cả những người tham gia biết các vi phạm sẽ không được dung thứ sẽ mang lại lợi ích cho các cuộc bầu cử trong tương lai."